# Törpe varánusz
A törpevaránusz (Varanus primordius) a hüllők (Reptilia) osztályába, a pikkelyes hüllők (Squamata) rendjéne, ezen belül a gyíkok (Sauria) alrendjébe és a varánuszfélék (Varanidae) családjához tartozó, ausztráliai elterjedésű állatfaj.

## Elterjedése
Ausztrália Északi területének északnyugati részén fordul elő a nagyjából Darwin, Katherine, Kakadu és Daly River települések által határolt területen. Trópusi erdős szavannák lakója, ahol rejtekhelyként használható sziklákhoz kötődik.

## Természetvédelmi helyzete
A Természetvédelmi Világszövetség szerint viszonylag szűk elterjedése és populációinak széttagoltsága ellenére nem fenyegeti különösebb veszély.